# Olga Beaver
Olga Rozinak-Beaver (12. listopadu 1942 Praha – 7. prosince 2012 Pittsfield, Massachusetts) byla americká matematička a vysokoškolská pedagožka českého původu.

## Život a kariéra
Narodila se v Praze jako dcera ing. Achilla Josefa Roziňáka a jeho manželky Zory Marie (Lisy). Obecnou školu absolvovala v Praze. Rodina roku 1949 emigrovala do Německa, kde byla v uprchlickém táboře v Mnichově, odkud přesídlila v roce 1952 do Londýna a v roce 1957 je evidována mezi imigranty na Ellis Islandu v New Yorku. Vystudovala matematiku na University of Missouri v Kansas City a nastoupila vědeckou dráhu. Jako univerzitní profesorka vyučovala mimo jiné na Williams College až do roku 2012, ačkoli již od roku 2009 vážně onemocněla.

## Osobní život
Vychovala dvě děti, měla pět vnoučat. V roce 1992 obdržela opět české státní občanství a od roku 1992 se pravidelně vracela k pobytům v Česku. Rodinná hrobka jejího otce Achille Roziňáka je v Praze na Vyšehradě.